# Tincomarus
Tincomarus était un des rois des Atrébates durant l'âge du fer.

## Étymologie
Son nom est une forme typique de nom onomastique dithématique telle qu'on en trouvait chez les celtes insulaires et continentaux ; Tinco-, pourrait désigner une espèce de poisson. Son nom a déjà été reconstruit sous la forme « Tincommius », sur la base de l'abréviation TINC présente au verso des pièces de bronze sur lesquelles il figurait, et sur la base d'une mention endommagée dans Res Gestae, mais depuis 1996, d'autres pièces de monnaie ont été découvertes, qui donnent son nom complet.

## Biographie
Il semble avoir vécu dans la partie centrale du sud de la Grande-Bretagne,  peu avant l'invasion romaine de la Grande-Bretagne. Il était le fils et héritier de Commius et succéda à son père vers -25 à -20. Si l'on se fie à la distribution des pièces de monnaie retrouvées, il est possible que Tincomarus ait gouverné en collaboration avec son père lors des dernières années de vie de ce dernier. On connait peu de choses de son règne, si ce n'est que des indices numismatiques laissent croire qu'il était plus apprécié à Rome que son père ne l'était. En effet, les effigies de ses pièces sont d'un type proche des pièces romaines et sont d'une facture qui laisse penser qu'elles auraient pu être faites par des fondeurs romains. 
G.C. Boon a suggéré que cette avancée technique ne s'est pas limitée à la monnaie et qu'elle traduit une coopération plus directe et importante avec Rome. Les successeurs de Tincomarus se sont servis du mot Rex sur leurs monnaies, ce qui laisse penser que Tincomarus avait entamé un processus de réalisation de Royaumes-clients romains en Grande-Bretagne
John Creighton fait valoir, sur la base de l'iconographie utilisée sur ses monnaies, que Tincomarus pourrait avoir été envoyé à Rome comme obses (otage politique) dans les premières années du règne d'Auguste. Les pièces de Tincomarus présentent selon lui en effet des similitudes avec celles de Juba II de Numidie, qui est connu pour avoir été un obses, et il a identifié une pièce de monnaie trouvée en Numidie qui pourrait porter le nom du frère cadet de Tincomarus (Verica). 
Vers -16, des poteries romaines et d'autres objets importés apparaissent en grandes quantités dans la capitale de Tincomarus (Calleva Atrebatum) aujourd'hui connue  sous le nom Silchester, ce qui semble confirmer que le roi atrébate avait établi des liens commerciaux et diplomatiques avec Auguste. 
Tincomarus fut chassé par ses sujets pour des raisons inconnues, vers l'an 8 et s'enfuit à Rome comme réfugié et suppliant. Il a été remplacé par son frère Eppillus qu'Auguste a choisi de reconnaître comme Rex plutôt que de le déposer et de rétablir Tincomarus. Auguste aurait pu prévoir d'utiliser l'éviction de son allié de son trône comme prétexte pour envahir l'Angleterre mais d'autres questions plus pressantes en matière de  politique étrangère le pressaient sans doute[réf. nécessaire].

## Compléments